# Mexican Hayride
Mexican Hayride este un film de comedie american din 1948. În rolurile principale joacă actorii Bud Abbott și Lou Costello.

## Distribuție
- Bud Abbott — Harry Lambert
- Lou Costello — Joe Bascom/Humphrey Fish
- Virginia Grey — Montana
- Luba Malina — Dagmer
- John Hubbard — David Winthrop